# 하이즈항공
하이즈항공 주식회사(영어: HizeAero Co. Ltd.)는 대한민국의 항공기 부품 제조 기업이다.

## 사업
하이즈항공은 보잉의 중앙날개박스 조립을 한다.
코로나 종료후 하늘길이 열리면서 적자 행진이 끝나고 연간 흑자가 유력해지고 있으며 두산모빌리티이노베이션과 미국 내 수소드론 기술 지원에 관한 협력을 강화하고 있다
2020~2023년에 4년 연속 적자를 기록하였다.

## 본점 및 지점 현황
- 본사 (사천공장): 경상남도 사천시 사남면 공단5로 24
- 진주공장: 경상남도 진주시 정촌면 산업로 111번길 18
- 부산공장: 부산광역시 강서구 가리새2로 44

## 같이 보기
- 보잉